# Stein Erik Hagen
Stein Herik Hagen (Noruega, 22 de julho de 1956) é um empresário e bilionário norueguês. Ele é presidente da Orkla ASA, um conglomerado dos setores de bens de consumo, onde é um dos principais acionistas. Além disso, possui participações na Steen & Strøm, Jernia e Komplett por intermédio de sua empresa familiar Canica. Abertamente homossexual, de acordo com a publicação Kapital, Hagen tem uma fortuna avaliada em NOK 24 bilhões (US$ 2,8 bilhões), o que o torna a segunda pessoa mais rica da Noruega.